# Права ЛГБТ в Гане
Гомосексуальные отношения в Гане являются незаконными только для мужчин, запрет или разрешение на женские однополые акты не регламентированы законом.

## Правовое положение
Уголовное право Ганы признаёт однополые сексуальные отношения между мужчинами незаконными. Официального запрета на однополые отношения между женщинами не существует. Глава 6 Уголовного кодекса Ганы от 1960 года, с поправками, внесёнными в 2003 году, предусматривает:
- Раздел 104 (противоестественные половые сношения): «лицо, вступающее в половые контакты с лицами не достигшими шестнадцати лет, против его воли, признаётся виновным в совершении преступления первой степени и подлежит наказанию в виде лишения свободы на срок от пяти до двадцати лет; лицо, вступающее в половые контакты с лицами достигшими шестнадцати лет, при обоюдном согласии, признаётся виновным в совершении правонарушения. К противоестественным половым сношениям относятся также половой акт в неестественной форме или с животным»[2].
- Раздел 99 определяет «противоестественный половой акт как состоявшийся, если был доказан факт минимального проникновения»[3].
- Статья 296 Уголовного кодекса за совершение правонарушений из раздела 104 предусмотрено лишение свободы на срок не более трёх лет[3].

Любой житель Ганы, который считает, что он подвергается дискриминации из-за положительного Вич-статуса, по признаку гендерной идентичности или сексуальной ориентации, вправе сообщить об инциденте через портал «Комиссии по правам человека и административной юстиции».
В 2013 году США предложили властям Ганы помощь в разработке законодательства для защиты прав ЛГБТ.

## Усыновление
В соответствии с законодательством Ганы, одинокий человек может усыновить ребёнка, если он является гражданином страны, за исключением случаев, когда ребёнок и усыновитель состоят в биологическом родстве. Однополым парам не разрешено усыновлять детей.